# 13. Flak-Division
Pour les articles homonymes, voir 13e division.
La 13. Flak-Division (13e division de Flak) est une division de lutte antiaérienne de la Luftwaffe allemande au sein de la Wehrmacht durant la Seconde Guerre mondiale.

## Historique
La 13. Flak-Division est mise sur pied le 1er février 1942 à Caen en remplacement de la 9. Flak-Division transférée sur le front de l'Est. Elle se trouve au 1er avril 1942 à Vernon au nord-ouest de Paris.

Début 1943, elle est transférée à Laval au sud-est de Rennes, rattachée à la 7e armée.
Le Stab/Flak-Regiment 59 (v) quitte la division en avril 1944, pour la 1. Flak-Brigade.
Le Stab/Flak-Regiment 30 (v) est détruit en juillet 1944, et la division subit une réorganisation en août 1944.
La division participe à des combats terrestres au Mans en 1944, puis se retire en Alsace avec son nouveau quartier-général à Sélestat.
Elle subit une autre réorganisation en septembre 1944.

Le Stab/Flak-Regiment 45 (mot.) et le Stab/Flak-Regiment 86 (mot.) sont transférés à la 9. Flak-Division en octobre 1944. Le Stab/Flak-Regiment 18 (mot.) quitte la division en novembre 1944.
La division est en décembre 1944 dans la région de Fribourg-en-Brisgau et en février 1945 dans la région de Todtnau au sud de la Forêt-Noire, en support à la 19. Armee.
En mars 1945, la division abandonne ses unités restantes à la 28. Flak-Division, et est transférée dans le protectorat de Bohême-Moravie avec son quartier-général à Hechingen, et termine la guerre à Eger dans la région de Pilsen.

## Commandement
| Début            | Fin              | Grade           | Nom                          |
| ---------------- | ---------------- | --------------- | ---------------------------- |
| 1er février 1942 | 1er juillet 1942 | Generalleutnant | Gaston von Chaulin-Egersberg |
| 1er juillet 1942 | 1er mars 1943    | Generalleutnant | Theodor Spieß (de)           |
| 1er mars 1943    | 1er octobre 1944 | Generalmajor    | Max Schaller                 |
| 1er octobre 1944 | 8 mai 1945       | Generalmajor    | Adolf Wolf (en)              |

### Chef d'état-major (Ia)
| Début            | Fin           | Grade | Nom               |
| ---------------- | ------------- | ----- | ----------------- |
| Novembre 1942    | Août 1944     | Major | Hans Dilschneider |
| 25 août 1944     | Décembre 1944 | Major | Alfred Tuch       |
| 15 décembre 1944 | Mai 1945      | Major | Walter Hohmann    |

## Organisation

### Rattachement
| Début            | Fin            | Commandement                    |
| ---------------- | -------------- | ------------------------------- |
| 1er février 1942 | Septembre 1944 | Luftgau-Kommando Westfrankreich |
| Septembre 1944   | Mars 1945      | IV. Flakkorps (de)              |
| Mars 1945        | Mai 1945       | Luftgau-Kommando VIII           |

### Unités subordonnées
Formation le 1er février 1942 :
- Stab/Flak-Regiment 18 au Creusot
- Stab/Flak-Regiment 59 à Paris
- Stab/Flak-Regiment 100 au Havre
- Luftnachrichten-Abteilung 133

Organisation en janvier 1943 :
- Stab/Flak-Regiment 15 à Rennes
- Stab/Flak-Regiment 30 à Cherbourg
- Stab/Flak-Regiment 100 à Rouen
- Stab/Flak-Regiment 117
- Luftnachrichten-Abteilung 133

Organisation au 1er novembre 1943 :
- 5. Flak-Brigade (mot.) in Rennes
- Luftnachrichten-Abteilung 133
- Stab/Flak-Regiment 15 (v) à Rennes
- Stab/Flak-Regiment 30 (v) à Cherbourg
- Stab/Flak-Regiment 59 (v) à Paris
- Stab/Flak-Regiment 100 (mot.) au Havre
- Gen.d.Lw.Kanal-Inseln
- Luftnachrichten-Abteilung 133

Organisation au 1er août 1944 :
- Stab/Flak-Regiment 15 (v)
- Stab/Flak-Regiment 89 (o)
- Flak-Transport-Bttr. 61./VII
- Luftnachrichten-Abteilung 133

Organisation au 1er octobre 1944 :
- Stab/Flak-Regiment FAS I (mot.)
- Stab/Flak-Regiment 18 (mot.)
- Stab/Flak-Regiment 45 (mot.)
- Stab/Flak-Regiment 85 (mot.)
- Stab/Flak-Regiment 86 (mot.)
- Stab/Flak-Regiment 89 (o)
- Luftnachrichten-Betriebs-Kompanie 133

### Livres
- Georges Bernage & François de Lannoy, Dictionnaire historique de la Luftwaffe et de la Waffen-SS, éditions Heimdal, 1998
- (de) Karl-Heinz Hummel : Die deutsche Flakartillerie 1935 - 1945 - Ihre Großverbände und Regimenter, VDM Heinz Nickel, 2010